# Mehdi Taremi
Mehdi Taremi (født 18. juli 1992) er en iransk fodboldspiller, der spiller for den italianske klub Inter Milan.
Han blev udtaget i Irans trup til VM i fodbold 2018 i Rusland.